# Donderberg (Beesel)
De Donderberg is een natuurgebied ten zuiden van buurtschap Rijkel in de gemeente Beesel in de Nederlandse provincie Limburg. Bij het bos ligt er een weg met de naam Donderbergweg. Ten westen van het gebied ligt een dode Maasarm, ten zuidwesten mondt de Swalm uit in de Maas.
Het natuurgebied bestaat uit bos dat groeit bovenop rivierduinen. Dit golvende bosgebied loopt in het zuidwesten het hoogst op. Daarnaast bevindt zich nog in het zuidoosten een meer solitaire heuvel. Aan de westzijde van het gebied stijgt de dalwand steil op vanuit het Maasdal naar het binnenland.

## Naamsherkomst
In 1654 zou het toponiem Donderberg of Donnerbergh voor het eerst vermeld zijn. Een eeuw later in 1754 wordt de naam den Donderbergh gebruikt. Ook de naam Donnerberg komt door de tijd voor.
Historisch gezien wijst een dergelijke naam naar een heilige heuvel die aan Donar was gewijd. Het probleem daarbij is dat deze naam te jong zou zijn. Volgens het etymologisch woordenboek van De Vries zou de naam verwijzen naar Tanaros, een Gallische riviernaam. Ook hier speelt echter de recentheid van dit toponiem.